# Masallı FK
Masallı FK – azerski klub piłkarski z miasta Masallı. Klub powstał w 1967. Drużyna w azerskiej ekstraklasie ostatnio grała w sezonie 2007/2008.

## Historia
Chronologia nazw:
- 1967: Viləş Masallı (az. Viləş FK (Masallı))
- 2003: klub rozwiązano
- 2005: Viləş Masallı
- 2006: Masallı FK

## Osiągnięcia
- 3. miejsce Mistrzostw Azerbejdżanu: 2000/2001

## Europejskie puchary
Legenda do wszystkich tabel:
- Q – runda eliminacyjna, 1/16, 1/8, 1/4, 1/2 – odpowiednia faza rozgrywek, Grupa – runda grupowa, 1r gr – pierwsza runda grupowa, 2r gr – druga runda grupowa, F – finał, R – runda, PO – play-off
- k. – rzuty karne, los. – losowanie, Dogr. – dogrywka, w. – zasada bramek strzelonych na wyjeździe

| Sezon | Rozgrywki        | Runda | Przeciwnik     | Dom | Wyjazd | Ogólnie |
| ----- | ---------------- | ----- | -------------- | --- | ------ | ------- |
| 2000  | Puchar Intertoto | 1R    | Zagłębie Lubin | 1–3 | 0–4    | 1–7     |
| 2001  | Puchar Intertoto | 1R    | Grindavík      | 1–2 | 0–1    | 1–3     |